# Edwin Hall

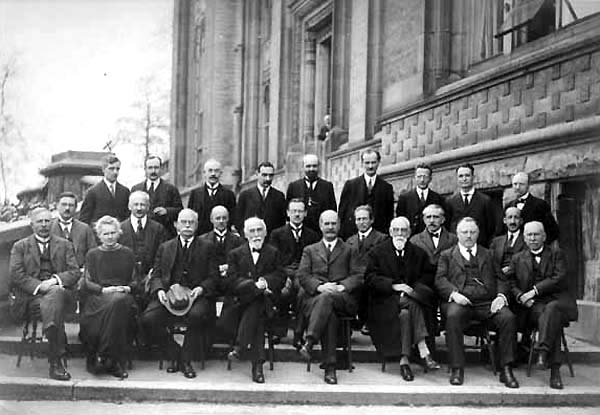
Edwin Hall auf der Solvay-Konferenz 1924 (in der ersten Reihe sitzend, dritter von links)

Edwin Herbert Hall ['hɔːl] (* 7. November 1855 in Great Falls, Maine; † 20. November 1938 in Cambridge, Massachusetts) war ein US-amerikanischer Physiker.
Hall studierte am Bowdoin College mit dem Bachelor-Abschluss 1875. Danach war er bis 1877 Lehrer (Gould Academy, Brunswick High School), bevor er sein Studium fortsetzte und 1880 bei Henry Augustus Rowland an der Johns Hopkins University in Physik promoviert wurde. Im Rahmen seiner Dissertation entdeckte er den Hall-Effekt, veröffentlicht 1879. 1895 wurde er Professor für Physik in Harvard und 1921 wurde er emeritiert. Später forschte er auf dem Gebiet der Thermoelektrizität und arbeitete über galvanomagnetische und thermoelektrische Erscheinungen.
1883 wurde Hall in die American Academy of Arts and Sciences und 1911 in die National Academy of Sciences gewählt.